# Alphonse De Leyn
Alphonse De Leyn (Brugge 8 oktober 1839 - 28 september 1902) was een rooms-katholiek priester en historicus.

## Levensloop
Alphonse De Leyn liep school in het Institution Saint-Louis van priester Durieu te Brugge. In 1852 trad hij binnen in het Klein Seminarie in Roeselare, maar hij voltooide zijn studies in het College Saint-Servais te Luik. Hij behaalde het diploma van doctor in de rechten aan de Katholieke Universiteit Leuven in 1863. Daarna trad hij in het seminarie en werd in 1866 priester gewijd.
Hij werd leraar aan het Klein Seminarie in Roeselare (1867). In 1872 werd hij naar Brugge teruggeroepen om principaal Emiel Minne bij te staan als verantwoordelijke voor de lagere school van het Sint-Lodewijkscollege en het daaraan verbonden pensionaat 'Institut Saint-Sauveur'. Hij zou hem opvolgen als principaal van het Sint-Lodewijkscollege van 1878 tot 1883. In die functie realiseerde hij de neogotische kapel (ingewijd in 1884) en richtte hij de Sint-Donaasgilde in om de band met de oud-leerlingen aan te halen.
In 1883 werd hij lid van de diocesane kloostercommissie. Hij was ook erekanunnik van het kapittel van Sint-Salvator. In 1896 was hij nauw betrokken bij de organisatie van de feestelijkheden ter gelegenheid van de zaligverklaring van Idesbald van der Gracht.
De Leyn werd in 1864 lid en in 1867 bestuurslid van het Genootschap voor Geschiedenis te Brugge. Zijn bijdragen bestonden hoofdzakelijk uit zeer uitgebreide biografieën. Hij werkte verder mee aan Rond den Heerd, Biekorf en aan de Analectes pour servir à l'histoire ecclésiastique de la Belgique. Hij was ook lid van de Gilde van Sinte Luitgaarde en medestichter van de Gilde van Sint-Thomas en Sint-Lucas.

## Publicaties
- Esquisse biographique de Pierre de Corte (Curtius), premier évêque de Bruges (1863)
- Levensschets van den Eerw. Heer Clarysse (1875)
- A la mémoire du Très révérend Monsieur Emile Minne (1879)
- Esquisse biographique de monsieur Ferdinand Van de Putte, vice-président de la Société d'Emulation (1884)
- Notice biographique de monsieur le chanoine Andries, deuxième président de la société d'Emulation (1890)
- Le Bienheureux Idesbald Van der Gracht. Son culte à Bruges 1627-1831, in: Handelingen van het Genootschap voor Geschiedenis te Brugge, 1896